# Tasmanthrus galbinomaculatus
Tasmanthrus galbinomaculatus is een schietmot uit de
familie Philorheithridae. De soort komt voor in het Australaziatisch gebied.